# Yaxham Light Railway
| Yaxham Light Railway       | Yaxham Light Railway |
| -------------------------- | -------------------- |
| Yaxham Light Railway, 2009 |                      |
| Spurweite:                 | 610 mm (2-Fuß-Spur)  |
|                            |                      |

Die Yaxham Light Railway ist eine Schmalspur-Museumseisenbahn mit einer Spurweite von 610 mm (2 Fuß) im Dorf Yaxham in Norfolk (England) am Bahnhof der Mid-Norfolk Railway.

## Geschichte
Der Mieter der Bahnhofsgebäude D.C. Potter verlegte 1967 die ersten Schmalspurbahngleise auf einem Güterumschlagplatz, um dort mit seiner Hunslet der Bauart B (0-4-0ST) „Cackler“ zu fahren. Die von ihm damals genutzten Gleise sind aus den vorbeifahrenden Zügen der Mid-Norfolk Railway noch sichtbar und werden heute wieder für den Güterverkehr der Museumseisenbahn genutzt. Die Dampflok wurde aber über das normalspurige Gleis hinweg auf die damals 800 m langen Gleise der Yaxham Park Light Railway (YPLR) umgesetzt, die auf den Wiesen hinter dem Bahnhof verlegt worden waren und schließlich von der heutigen Yaxham Light Railway übernommen und mit anderen Schienen erneuert wurden.

## Heute
Die Hauptstrecke ist heute noch ungefähr 330 m lang. Auf ihr verkehren Fahrzeuge, die über die Jahre von Bergwerken und anderen Standorten akquiriert wurde. Personenzüge werden üblicherweise von Diesellokomotiven gezogen.

## Fahrzeuge

### Schmalspur-Dampflokomotiven
- YLR Nr. 1 – “Coffee Pot” – in Yaxam gebaute Dampflok mit vertikalem Kessel
- YLR Nr. 16 – “Elin” – Hunslet-Steinbruchlokomotive “Small Quarry” der Bauart 0-4-0 mit Satteltank, Baujahr 1899
- YLR Nr. 20 – “Kidbrooke” – W G Bagnall Ltd der Bauart 0-4-0, Baujahr 1917

### Schmalspur-Diesellokomotiven

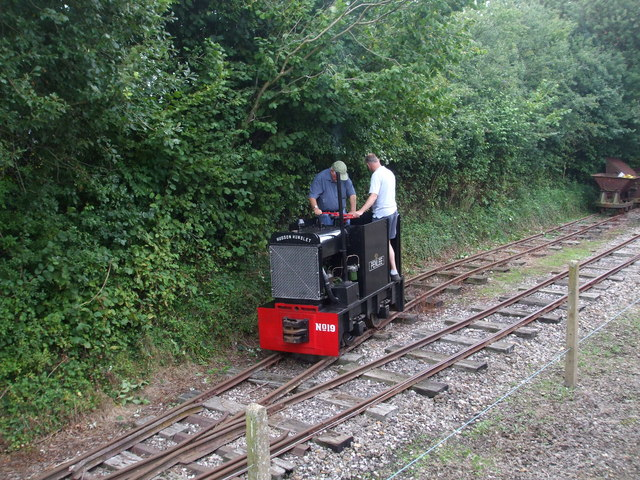
YLR Nr. 19 – “Penlee”

- YLR Nr. 2 – “Rusty” – Lister “Rail-Truck”, Baujahr 1948
- YLR Nr. 3 – “Pest” – Lister “Rail-Truck”, Baujahr 1954
- YLR Nr. 4 – “Goofy” – Orenstein & Koppel mit Einzylinder-Schwerölmotor
- YLR No. 6 – “Colonel” – Ruston & Hornsby, Baujahr 1940
- YLR Nr. 7 – Ruston & Hornsby 16 PS, Baujahr 1934
- YLR Nr. 10 – “Ousel” – Motor Rail Ltd ‘20/28hp’ mit Platten-Rahmen, Baujahr 1937
- YLR Nr. 13 – Motor Rail Ltd ‘20/28hp’ mit Platten-Rahmen, Baujahr 1940
- YLR Nr. 14 – “Coldmeece” – Ruston & Hornsby Typ ‘20DL’, Baujahr 1943
- YLR Nr. 18 – “Planet” – F.C. Hibberd & Co Ltd Typ ‘39’, Baujahr 1962
- YLR Nr. 19 – “Penlee” – Hudson Hunslet 25 PS, Baujahr 1942

### Normalspur-Güterwagen
- GWR 126977 MOGO Cars Güterwagen